# Іспас
І́спас — село в Україні, у Вижницькій міській громаді Вижницького району Чернівецької області України.

## Географія
Розташоване на мальовничому березі річки Черемош. Через село проходить автошляхом територіального значення Т 2601.

## Історія

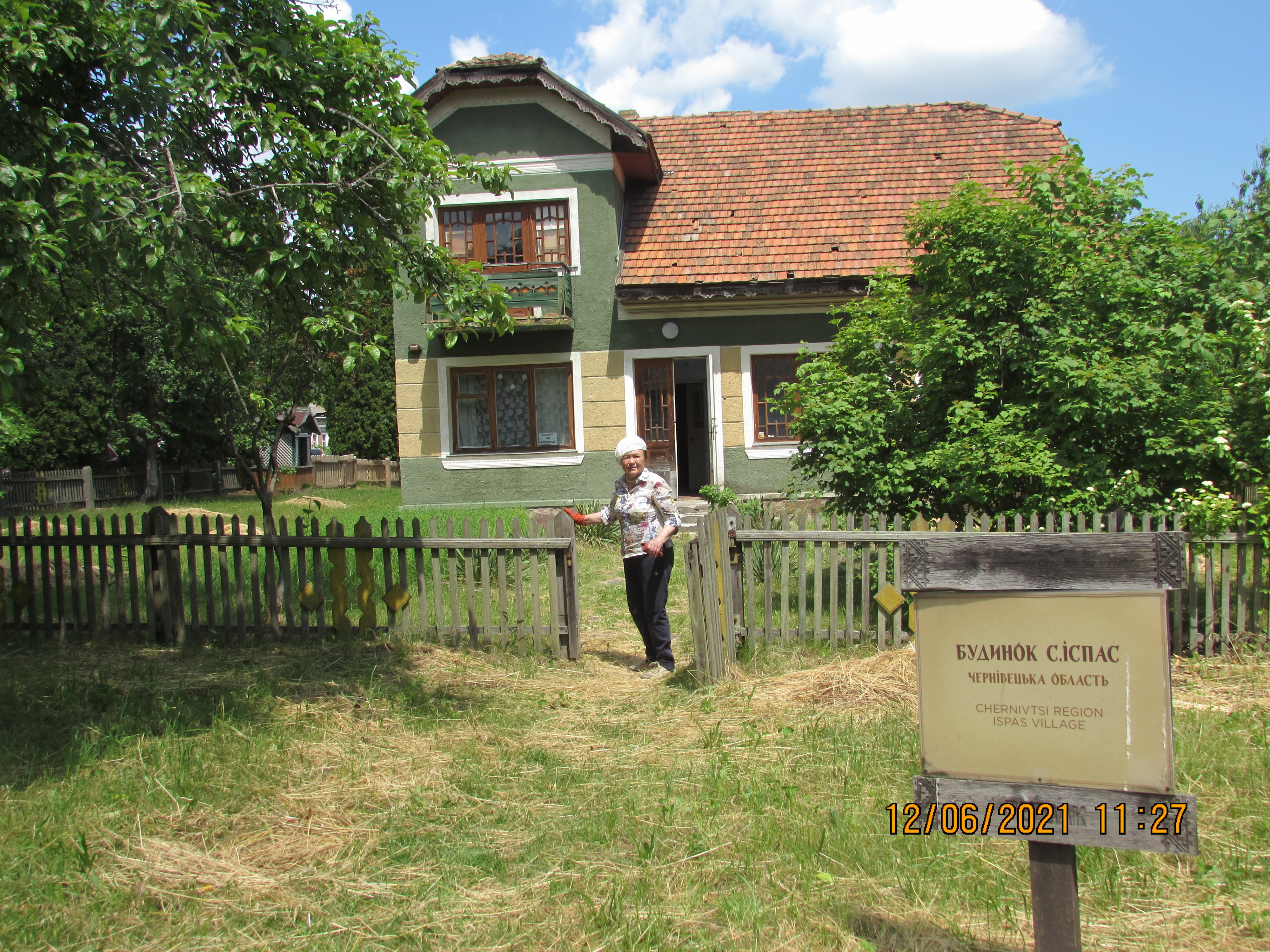
Будинок з села в Національному музеї народної архітектури та побуту України

На початку XX століття в селі мешкало понад 2 тисячі осіб, що за тогочасними мірками було значущою цифрою. Переселенців приваблювало вигідне розміщення Іспасу на шляху із Чернівців до Вижниці і далі — на Галичину, яка до війни була у складі іншої держави. Крім українців, в Іспасі мешкали родини румунів, поляків, євреїв та вірменів.
У липні 1941 року місцеві «кузисти» (від назви пронацистської організації «Кузі») вчинили криваву бійню в сусідніх з Іспасом селах Мілієво та Банилів, де були винищені місцеві євреї. Те саме мало статися і в Іспасі, проте місцеві жителі не допустили розправи. Всі 15 єврейських родин села було врятовано: заради порятунку 100 осіб ризикували власним життям дві тисячі мешканців Іспаса.
З 1991 року в складі незалежної України.
Міжнародний фонд толерантності, який досліджує історію Голокосту в різних країнах світу, ініціював встановлення в Іспасі пам'ятника «колективним праведникам». У 2008 році в селі урочисто заклали фундамент майбутнього монумента.
Село Іспас номіноване на внесення до почесного списку праведників народів світу.
16 вересня 2016 року шляхом об'єднання сільських рада, село увійшло до складу Вижницької міської громади, до цього органом місцевого самоврядування була Іспаська сільська рада.

## Населення
Згідно з переписом УРСР 1989 року чисельність наявного населення села становила 4353 особи, з яких 2075 чоловіків та 2278 жінок.
За переписом населення України 2001 року в селі мешкали 4443 особи.
У 2022 році чисельність населення становила 4903 особи.

### Мова
Розподіл населення за рідною мовою за даними перепису 2001 року:
| Мова       | Відсоток |
| ---------- | -------- |
| українська | 99,55 %  |
| російська  | 0,38 %   |
| білоруська | 0,02 %   |
| болгарська | 0,02 %   |

## Пам'ятка архітектури
- Вознесенська церква та дзвіниця, споруджені 1856 року.

## Особистості
- Вірста Темістокль (1923—2017) — живописець, скульптор, архітектор. Жив та працював у Франції.
- Герман (Семанчук) (нар.27 жовтня 1973) — архієпископ Кам'янець-Подільський і Новоушицький.
- Дутчак Юрій (1984—2014) — герой волонтерського руху під час Війни на сході України.
- Качковський Лесь Дмитрович (13.03.1949) — український прозаїк.
- Мазуряк Дмитро (1997) — музикант-мультиінструменталіст, сопілкар гурта Kazka.
- Марфієвич Микола Іванович — український письменник.
- Тотоєскул Володимир Макарович (1896—1918) — український військовий діяч, сотник артилерії УГА.
- Тотоєскул Макарій Васильович (1872—1938) — педагог, залізничний службовець, член української ліквідаційної комісії у Відні, сотник УГА.
- Тотоєскул Нєстор Макарович (1894—1922) — інженер, хорунжий УГА.